# Северозападносуматрански језици
Северозападносуматрански језици су једна од основних грана малајско-полинежанских језика, а њима се говори у унутрашњости северозападе Суматре и на неким мањим острвима западно од ње. 

## Класификација

### Унутрашња класификација
Северозападносуматрански језици се класификују на следећи начин:
- Батачки
- Гајојски
- Сималурски
- Нијаско-сикулски
- Ментавејски
- Енганојски (?)

Први лингвиста који је предложио постојање ове подгрупе је Лафебер (1922), он их је називао „батачко-нијаски језици”. Док је лексичке и фонолошке доказе који подржавају валидност ове подгрупе представио Нотхофер (1986), он је за разлику од Лафебера користио назив „баријерскоострвско-батачки језици”.
Положај унутар ове подгрупе прилично удаљеног енганојског језика је споран. Лафебер (1922) и Нотхофер (1986) укључују енганојски као језик који врло вероватно припада овој подгрупи. Ово мишљење одбацује Едвардс (2015), који енганојски језик сматра за једну од основних грана малајско-полинежанских језика. Међутим, према Смиту (2017) и резултатима његових најновијих истраживања, оправдано је укључивање енганојског у ову грану, коју је он назвао суматрански језици. Према њему овој подгрупи припада и насалски језик, који је у употреби у покрајини Бенгкулу на југозападу Суматре.